# STARMANN
《STARMANN》為日本女歌手YUKI於2013年8月21日所發行的第26張單曲。

## 簡介
- 本作與前作《わたしの願い事》相隔約1年。
- 標題曲〈STARMANN〉為富士電視台連續劇《STAR MAN 這顆星上的戀愛》的主題曲，為YUKI特別為該劇所作[1]。該曲於7月24日開放先行下載[2]。
- B面曲〈想要被你束縛〉曾於巡迴演唱會「YUKI TOUR "BEATS OF TEN"」中表演過，這次重新編曲後收錄[2]。

## 發行版本
- CD ONLY
- CD+DVD【初回限定盤】

## 曲目

### CD
1. STARMANN		
  - 富士電視台連續劇《STAR MAN 這顆星上的戀愛》主題曲
2. 想要束縛你（君を束縛したいのです）

### DVD
1. STARMANN （Music Video）

## 外部連結
- YUKI官方網站 作品列表（页面存档备份，存于）